# (5880) 1992 MA
Az (5880) 1992 MA a Naprendszer kisbolygóövében található aszteroida. Ueda Szeidzsi és Kaneda Hirosi fedezte fel 1992. június 22-én.